# Assumpció Malagarriga Rovira
Assumpció Malagarriga Rovira (Cardona, 1953), pedagoga musical, promotora del projecte Cantània
Va estudiar al Conservatori Municipal de Música de Manresa i al Conservatori Superior de Música de Barcelona, essent deixebla del músic manresà Josep Padró. Exerceix com a professora de música en diferents centres com l'Escola de Mar i Ton i Guida. Com a responsable dels serveis educatius de l'Auditori de Barcelona entre 2000 i 2015, ha promogut projectes com Cantània, en que cada any participen 40.000 infants principalment de Catalunya, però també d'altres llocs d'Europa i Espanya.
Després de patir un ictus i haver-se de retirar laboralment, va rebre un homenatge a l'Auditori de Barcelona el 21 de gener de 2018.

El 2018 va rebre la Creu de Sant Jordi
| « | Per la seva valuosa aportació en el camp de la pedagogia musical com a mestra i formadora de formadors, i també pel disseny i l'organització del Servei Educatiu de l'Auditori de Barcelona, el qual apropa la música a la ciutadania, molt especialment als infants i joves, i ha esdevingut un referent internacional de gestió cultural. | » |

## Publicacions
- Almas Tocadas. Vivo con un Ictus / Ànimes Tocades. Visc amb un Ictus., (18-01-2022 ISBN 978-84-18840-96-8)
- Que segui difícil deixar d'escoltar., (Col·lecció L'Auditori. Abril-2010 ISBN 978-84-613-3799-6)